# Richelieu, Indre-et-Loire

Richelieu este o comună în departamentul Indre-et-Loire, Franța. În 1 ianuarie 2022 avea o populație de 1.620 de locuitori.